# Iapyges
Les Iapyges (en latin classique : Iapygii, -orum) étaient des peuples originaires d'Illyrie (Illyricum, -i) qui occupaient l'Apulie (Apulia, - ae). Leur héros éponyme est Iapyx.
Les Anciens les divisaient en trois tribus :
- les Daunes ou Dauniens ;
- les Peucètes ou Peucétiens ;
- les Messapes, parlant le messapien, aussi appelés Salentins.

Les Iapyges étaient à l’origine de grandes agglomérations et produisirent une céramique originale à peinture mate résistant à l’influence grecque jusqu’aux VIIIe – IVe siècle av. J.-C..